# Liste der Biografien/Kare
Liste der Biografien |
Portal Biografien |
Personensuche
# |
A |
B |
C |
D |
E |
F |
G |
H |
I |
J |
K |
L |
M |
N |
O |
P |
Q |
R |
S |
T |
U |
V |
W |
X |
Y |
Z |
?
 
Ka |
Kb |
Kc |
Kd |
Ke |
Kf |
Kg |
Kh |
Ki |
Kj |
Kl |
Km |
Kn |
Ko |
Kp |
Kr |
Ks |
Kt |
Ku |
Kv |
Kw |
Ky |
Kx |
Kz
 
Kaa–Kag |
Kah |
Kai |
Kaj |
Kak |
Kal |
Kam |
Kan |
Kao |
Kap |
Kar |
Kas |
Kat |
Kau |
Kav |
Kaw |
Kay |
Kaz
 
Kara |
Karb |
Karc |
Kard |
Kare |
Karf |
Karg |
Karh |
Kari |
Karj |
Kark |
Karl |
Karm |
Karn |
Karo |
Karp |
Karr |
Kars |
Kart |
Karu |
Karv |
Karw |
Kary |
Karz
Die Liste der Biografien führt alle Personen auf, die in der deutschsprachigen Wikipedia einen Artikel haben. Dieses ist eine Teilliste mit 71 Einträgen von Personen, deren Namen mit den Buchstaben „Kare“ beginnt.

## Kare
- Kare, Oona (* 1990), finnische Schauspielerin
- Kare, Susan (* 1954), US-amerikanische GrafikdesignerinSusan Kare (* 1954)

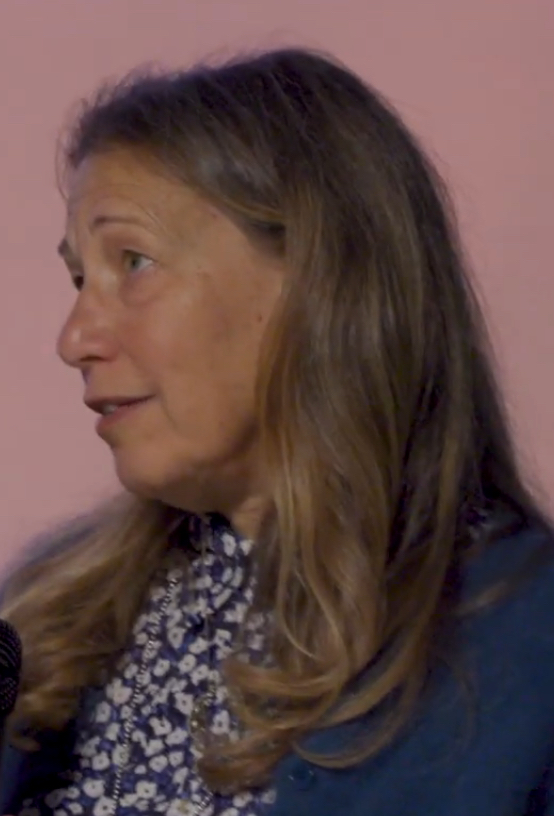
Susan Kare (* 1954)

### Karec
- Karečka, Edvardas (* 1942), litauischer Politiker

### Karee
- Kareem, Ahsan (* 1947), US-amerikanischer Bauingenieur
- Kareem, Mariam (* 2008), Sprinterin aus den Vereinigten Arabischen Emiraten
- Kareem, Zaid (* 2001), jordanischer Taekwondoin
- Kareev, Atanas (1945–2021), bulgarisch-deutscher Pianist

### Karef
- Karefa-Smart, John (1915–2010), sierra-leonischer Politiker, Arzt und Hochschullehrer

### Kareg
- Karegeya, Patrick (* 1960), ruandischer Geheimdienstchef

### Karej
- Karejewa, Anna Wassiljewna (* 1977), russische Handballspielerin
- Karejwa, Natallja (* 1985), belarussische Mittelstreckenläuferin

### Karek
- Karekin I. (1867–1952), armenischer Geistlicher, Katholikos des Großen Hauses von Kilikien der Armenischen Apostolischen Kirche
- Karekin II. Kazanjian (1927–1998), Erzbischof und Patriarch von Konstantinopel der Armenischen Apostolischen Kirche

### Karel
- Karel vom heiligen Andreas (1821–1893), niederländischer Priester und Passionist
- Karel, Rudolf (1880–1945), tschechoslowakischer Komponist
- Karel, Tolga (* 1978), türkischer Schauspieler
- Karel, William (* 1940), tunesischer Fotograf, Autor und Regisseur
- Karelin, Alexander Alexandrowitsch (* 1967), sowjetisch-russischer RingerAlexander Alexandrowitsch Karelin (* 1967)

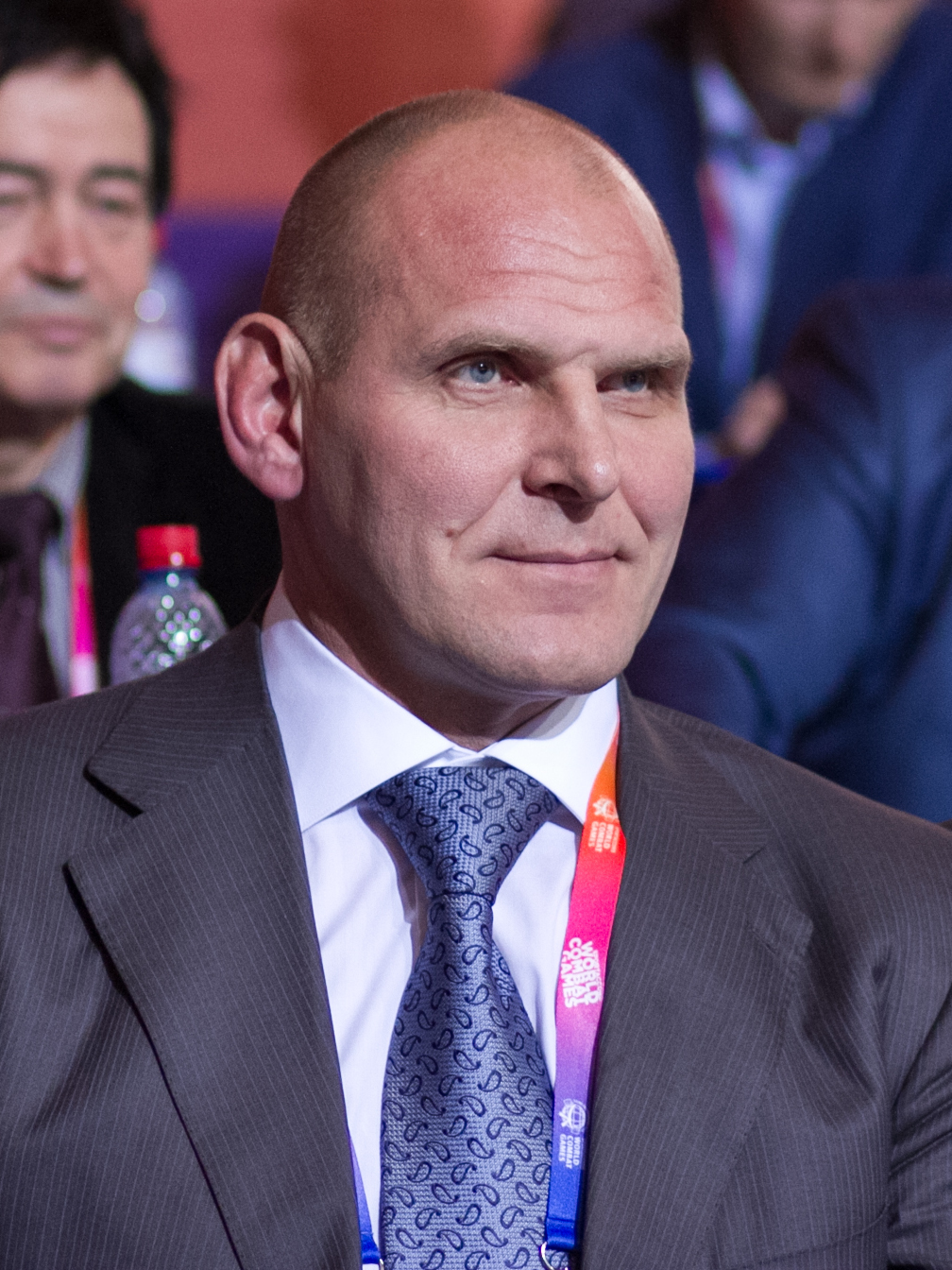
Alexander Alexandrowitsch Karelin (* 1967)

- Karelin, Iwan Alexandrowitsch (* 1994), russisch-georgischer Eishockeyspieler
- Karelin, Lasar Wiktorowitsch (1920–2005), sowjetisch-russischer Schriftsteller und Dramaturg
- Karelin, Pawel Wladimirowitsch (1990–2011), russischer Skispringer
- Karelina, Ksenia (* 1991), russisch-amerikanische Balletttänzerin
- Karelina, Wera Markowna (* 1870), russische bzw. sowjetische Arbeiterführerin
- Karelis, Nikolaos (* 1992), griechischer Fußballspieler
- Karelitz, Avraham Jeschajahu (1878–1953), orthodoxer Rabbiner
- Karell, Emilia (* 2003), finnische Speerwerferin
- Karell, Viktor (1898–1979), deutscher Heimatforscher, Schriftsteller und Lehrer
- Karella, Marina (* 1940), griechische Künstlerin
- Karelly, Silvia (* 1977), österreichische Politikerin (ÖVP), Landtagsabgeordnete in der Steiermark
- Karels, Catharina Sophia (1809–1842), niederländische Konzertsängerin und Gesangslehrerin
- Karelse, Neeltje (1926–2015), niederländische Weitspringerin und Sprinterin
- Karelski, Albert Wiktorowitsch (1936–1993), russischer Philologe, Germanist und Übersetzer

### Karem
- Karembeu, Christian (* 1970), französischer Fußballspieler
- Karemera, Édouard (1951–2020), ruandischer Politiker der MRND
- Karemera, Joseph († 2024), ruandischer Arzt, Politiker und Botschafter
- Karemyr, Sofia (* 1994), schwedische Schauspielerin

### Karen
- Karen Knútsdóttir (* 1990), isländische Handballspielerin
- Karen Morrow, Anna (1914–2009), US-amerikanische Schauspielerin
- Karen, Alfred (1882–1965), österreichischer Sänger und Schauspieler bei Bühne und Film
- Karén, Inger (1908–1972), dänisch-deutsche Opernsängerin (Alt)
- Karen, James (1923–2018), US-amerikanischer SchauspielerJames Karen (1923–2018)

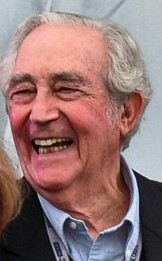
James Karen (1923–2018)

- Karen, Jana (* 1958), tschechisch-deutsche Filmarchitektin und Szenenbildnerin
- Karen, Michael (* 1967), deutscher Regisseur
- Karen, Tom (1926–2022), britischer Designer
- Karenberg, Axel (* 1957), deutscher Mediziner
- Kareng, Wilfred (* 1946), botswanischer Hürdenläufer
- Karenga, Maulana (* 1941), US-amerikanischer Bürgerrechtler und Professor für African Studies
- Karenne, Diana (1888–1940), kosmopolitische Schauspielerin, Filmregisseurin und Filmproduzentin
- Karenus, Bo (1937–2007), schwedischer Eisschnellläufer

### Karep
- Karepova, Mariana (* 1969), österreichische Präsidentin des Österreichischen Patentamtes

### Karer
- Karer, Haki (1950–1977), türkische Identifikationsfigur der kurdisch-sozialistischen Bewegung

### Kares
- Kares, Johannes (* 1953), deutscher Bildhauer und Maler
- Kares, Kirstin (* 1960), deutsche Musikerin, Musikpädagogin und Dirigentin
- Kareš, Ladislav (1919–2001), tschechischer Fußballspieler
- Kares, Martin (* 1959), deutscher Musikwissenschaftler und Musikinstrumentenkundler
- Kares, Mika (* 1978), finnischer Opernsänger (Bass)Mika Kares (* 1978)

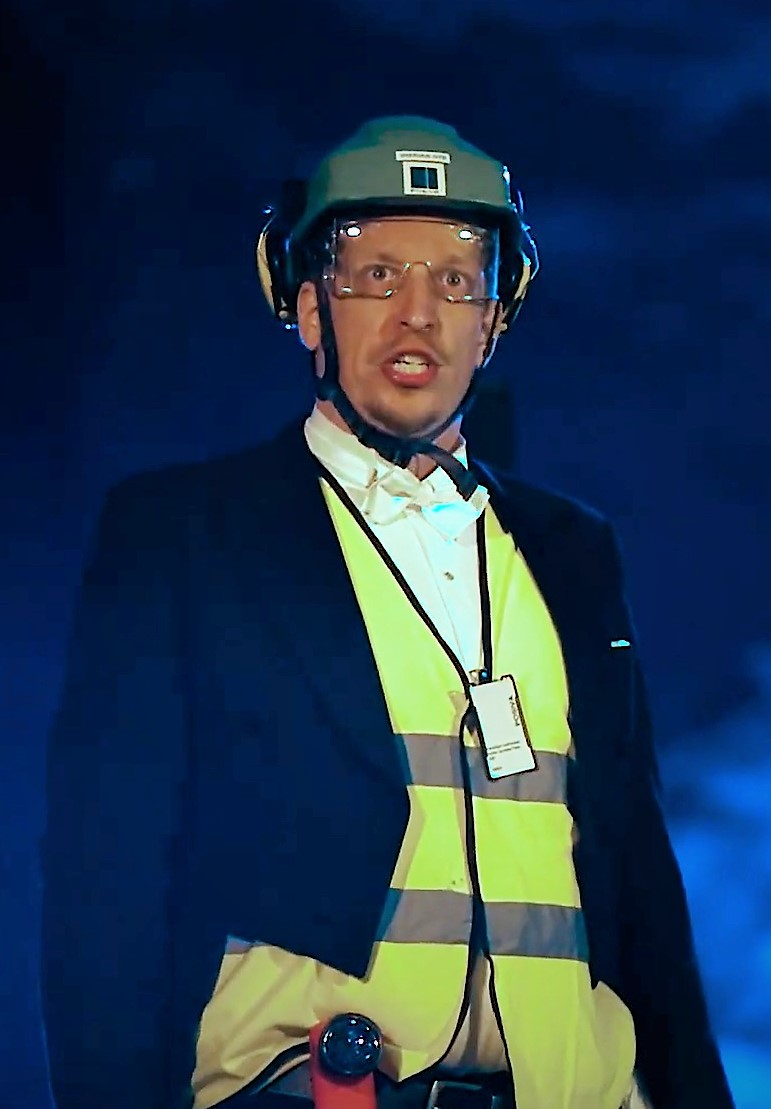
Mika Kares (* 1978)

- Kareski, Georg (1878–1947), deutscher Bankier und Politiker (Jüdische Volkspartei)
- Karešová, Alena (1927–2019), tschechische Filmschauspielerin

### Karet
- Karetnikow, Iwan Wladimirowitsch (* 1942), russischer Schwimmer
- Karetnikow, Nikolai Nikolajewitsch (1930–1994), russischer Komponist
- Karetnikow, Waleri Michailowitsch (* 1963), russischer Skispringer
- Karetsas, Konstantinos (* 2007), belgisch-griechischer Fußballspieler

### Kareu
- Kareu, Franciscus (1731–1802), belarussischer Ordensgeistlicher, Generaloberer der Gesellschaft Jesu (Jesuitenorden)

### Karev
- Karev, Léonid (* 1969), russischer Komponist, Organist und Pianist
- Karev, Nikola (1877–1905), makedonisch-bulgarischer Schullehrer und Revolutionär, Vorsitzender der Republik Kruševo
- Kareva, Doris (* 1958), estnische Lyrikerin
- Kareva, Hillar (1931–1992), estnischer Komponist
- Karevik, Tommy (* 1981), schwedischer Metal-Sänger

### Karew
- Karew, Nikolai Afanassjewitsch (1901–1936), sowjetischer Philosoph, Opfer des Stalinismus
- Karewski, Alexei (* 1977), kasachischer Biathlet

### Karez
- Karezi, Tzeni (1932–1992), griechische Filmschauspielerin